# Букари (Тамбовская область)
Букари — деревня в Знаменском районе Тамбовской области. Входит в состав Покрово-Марфинского сельсовета.

## География
Находится в центральной части региона, в лесостепной зоне.

### Климат
Климат умеренно континентальный, относительно сухой, с холодной продолжительной зимой и тёплым летом. Средняя температура воздуха самого холодного месяца (января) — −11,3 °C; самого тёплого месяца (июля) — 20,4 °C. Безморозный период длится 142—147 дней. Среднегодовое количество атмосферных осадков составляет 510 мм, из которых 292 мм выпадает в период с апреля по октябрь. Продолжительность залегания снежного покрова составляет в среднем 134 дня.

## История
До 2008 года деревня входила в состав Новознаменского сельсовета.

## Население
| 2010 |
| ---- |
| 22   |

## Инфраструктура
Личное подсобное хозяйство.

## Транспорт
Деревня доступна автотранспортом. 